# Bakó Gábor (entomológus)
Bakó Gábor (Pest, 1871. december 22. – Szekszárd, 1948. május 23.) növényvédelmi szakember, entomológus.

## Életpályája
Természetrajz-földrajz szakot végzett a budapesti egyetem bölcsészeti karán. Először mint tanár helyezkedett el, majd 1900-tól az Állami Rovartani Állomáson, a mai Növényvédelmi Kutató Intézetben kezdett el dolgozni, ahol bekapcsolódott a Jablonowski József vezetésével végzett kutatómunkába. Részt vállalt többek között a múlt század második felében tömegesen terjedni kezdő növényi kártevők: a szőlőlisztharmat, filoxéra, peronoszpóra, vértetű, vetési bagolypillék hernyói, a gabonalegyek, valamint az úgynevezett marokkói és olasz sáskajárás megfékezésének küzdelmeiben is. 
A magyar növényvédelmi szolgálat átszervezése után, 1932-ben választották meg az Állami Növényvédelmi Kutató Intézet igazgatójává. Innen vonult nyugdíjba 1939-ben. Életének utolsó éveit egyik lányánál Szekszárdon töltötte, itt is hunyt el 1948. május 23-án.

## Munkássága
Munkásságát főként a szőlő és kukorica rovarkártevőinek feltárása terén fejtette ki, de tevékenysége az egész mezőgazdasági rovartanra kiterjedt. 
Tanulmányai főként a szaklapokban; főleg a Növényvédelmi és Növényegészségügyi Szolgálat gyakorlati útmutató füzeteiben, a Rádiós Gazdasági Előadásokban és más tájékoztató sorozatokban és a „Köztelek”-ben jelentek meg. 

## Főbb munkái
- Az 1915. és 1916. évi szőlőmolyirtó kísérletek tanulságai. KK. 1917—1918.
- A kukoricamoly életmódja és irtása. (Szerkesztette: Bakó Gábor és Jablonowski József) Debrecen, 1926.
- Útmutatás a nyers nikotinnal a növényvédelemben való felhasználására. Budapest, 1932.
- Bakó Gábor—Kern Hermann—Mahács Mátyás: A gyümölcsös ápolásának és védelmének kis kátéja. (Összeáll.) Bp., 1933.
- Bakó Gábor: Szőlőmolyirtás nikotinnal. BL. 1936.